# Gare de Gémozac
La gare de Gémozac est une ancienne gare ferroviaire française de la ligne de Pons à Saujon, située sur le territoire de la commune de Gémozac, dans le département de la Charente-Maritime, en région Nouvelle-Aquitaine.
Elle est mise en service en 1875 par la Compagnie du chemin de fer de la Seudre.
Fermée au service des voyageurs en 1939, elle est fermée au service des marchandises vers 2000. Depuis elle est située sur une section non exploitée de la ligne.

## Situation ferroviaire
Établie à 39 mètres d'altitude, la gare de Gémozac est située au point kilométrique (PK) 10,5 de la ligne de Pons à Saujon entre les gares de Jazennes - Tanzac et de Saint-André-de-Lidon.
La gare est située à une extrémité de la ligne depuis le déclassement du tronçon de Pons au PK 9,780.

## Histoire
La station de Gémozac est mise en service le 28 août 1875 par la Compagnie du chemin de fer de la Seudre, lorsqu'elle ouvre à l'exploitation sa ligne de Pons à Royan.
La gare, comme l'ensemble de la ligne, est fermée au service des voyageurs 15 mai 1939.
Elle devient une extrémité de la ligne lors de la fermeture du service des marchandises entre Pons et Gémozac vers 1950, suivi du déclassement du tronçon du PK 0,000 (Pons) au PK 9,780 (Gémozac). Le service des marchandises est totalement fermé vers 2000.

## Patrimoine ferroviaire
L'ancien bâtiment voyageurs, avec sa halle à marchandises accolée et deux petits édifices sont toujours présents sur le site en janvier 2011.